# Pederstrup Station
Pederstrup Station er en station på Svendborgbanen, og ligger i Pederstrup på Midtfyn.
Stationsbygningen fra 1876 blev revet ned omkring 2004-2005. I 2009 blev det overvejet at nedlægge stationen helt på grund af mangel på passagerer.